# روزی خواهد رسید
روزی خواهد رسید (دانمارکی: Der kommer en dag) یک فیلم در ژانر درام به کارگردانی پسپر وسترلین نیلسون است که در سال ۲۰۱۶ منتشر شد. از بازیگران آن می‌توان به سوفی گرابول، سونیا ریختر، دیوید دنسیک، و لارس میکلسن اشاره کرد.